# Hieke Luik
Hieke Luik (Apeldoorn, 9 juli 1958) is een Nederlandse beeldhouwer en tekenaar.

## Leven en werk
Luik, opgeleid aan de Koninklijke Academie voor Kunst en Vormgeving in 's-Hertogenbosch en aan de Jan van Eyck Academie in Maastricht, is  beeldhouwer  en tekenaar. Zij was daarnaast onder meer (gast)docent aan de Gerrit Rietveld Academie in Amsterdam, de Akademie voor Kunst en Vormgeving St. Joost in 's-Hertogenbosch en bij ArtEZ.
Werk van Luik bevindt zich in de collecties van Museum Beelden aan Zee, Museum Gouda, het Stedelijk Museum in Amsterdam en de ABN AMRO kunstcollectie. Luik exposeert regelmatig in diverse plaatsen in Nederland.
De kunstenares werkt in Enschede en in Amsterdam.

## Werken (selectie)
- Zonder titel (1991), Nijmegen
- Tafelbeeld (1992), Catharijnatuin in Gouda
- Mono (1992), Catharijnatuin in Gouda
- Rest (1992), Beeldenroute Maliebaan in Utrecht
- Zonder titel (1993), Almere
- Supporter (2000), Amsterdam
- Vreemde planten en gevallen wolken (2002), Riederpark in Barendrecht
- Voor de Vogels (2007), Enschede
- Trittai (2009), Moeflonstraat/Sprengenweg in Apeldoorn
- Jona in de stilte (2016), Stilteruimte MST, Enschede

## Fotogalerij

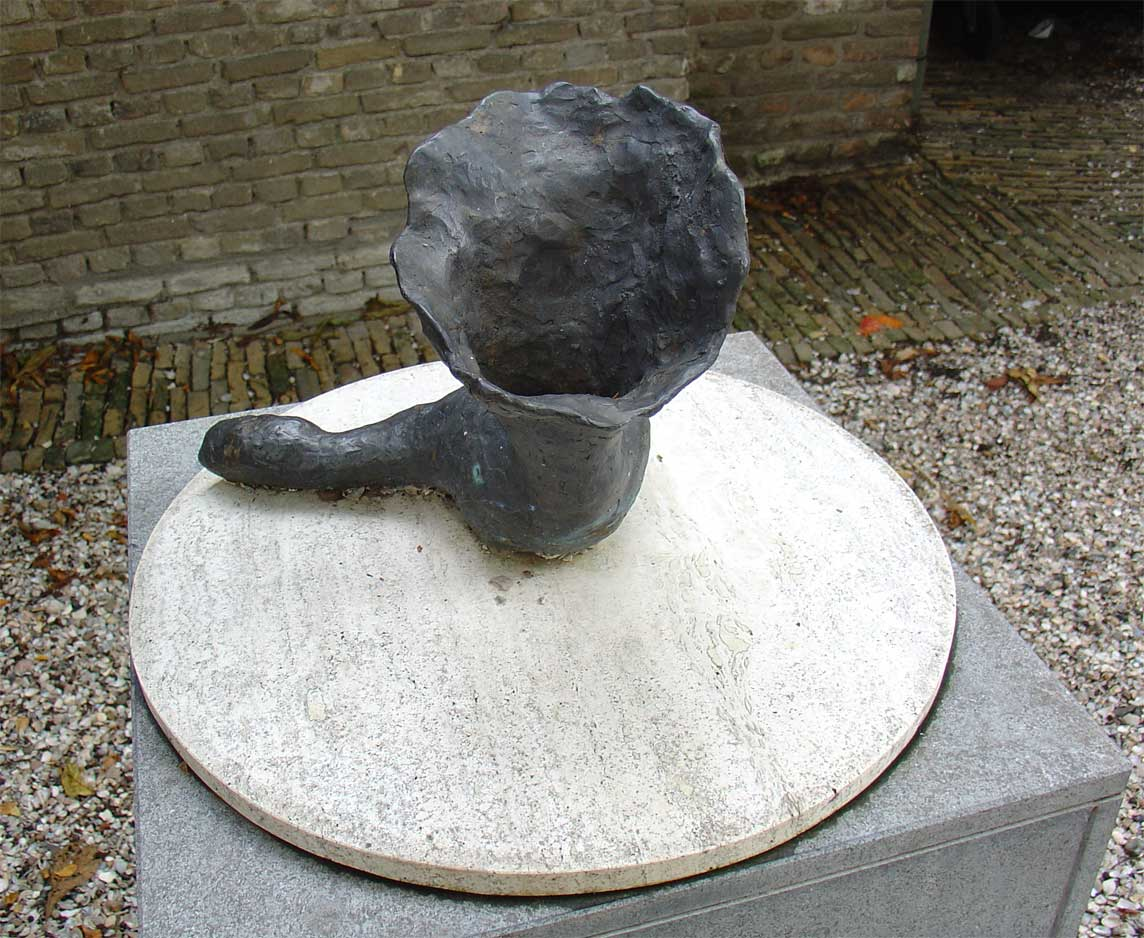
Tafelbeeld (1992), Gouda
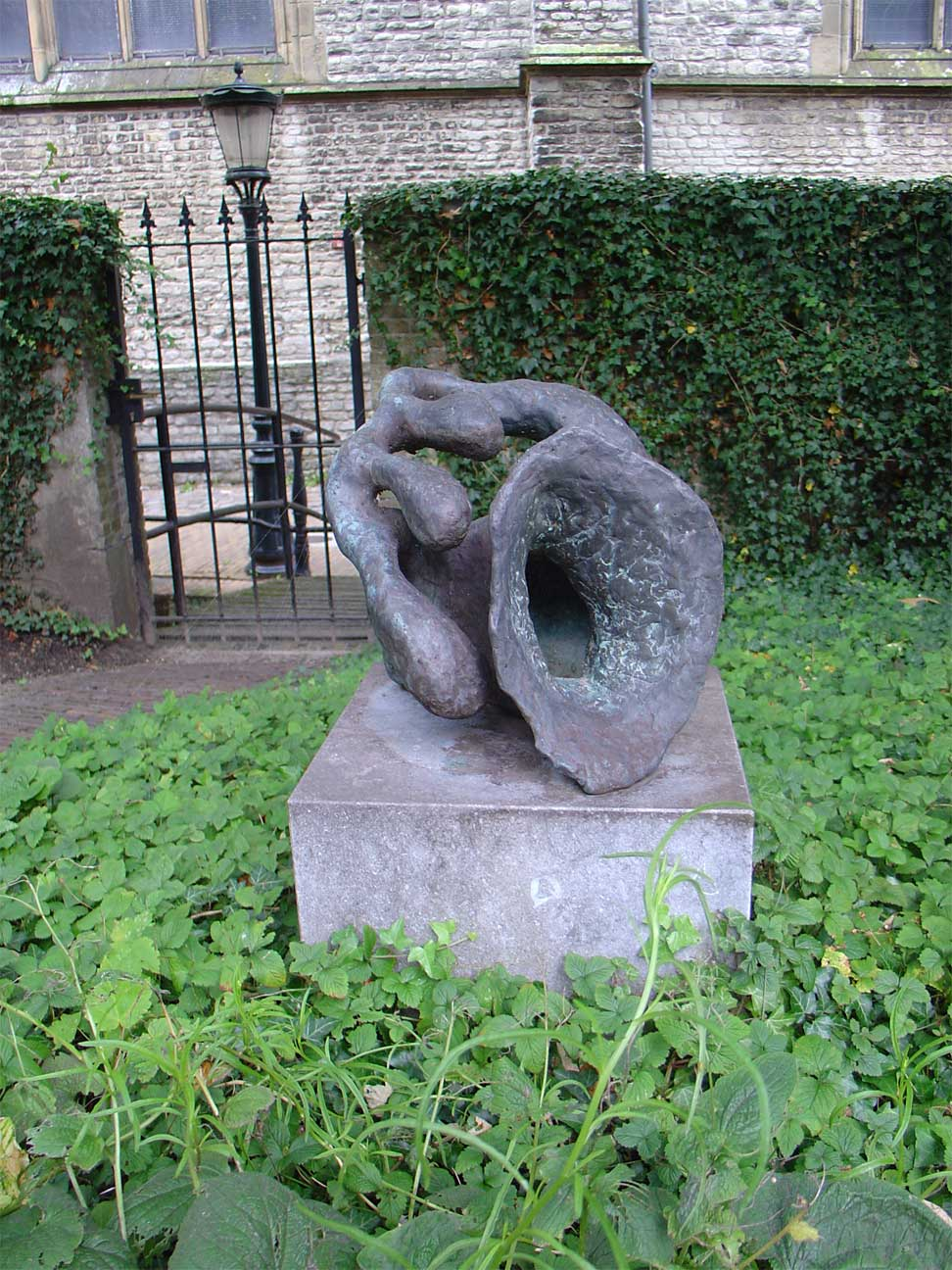
Mono (1992), Gouda
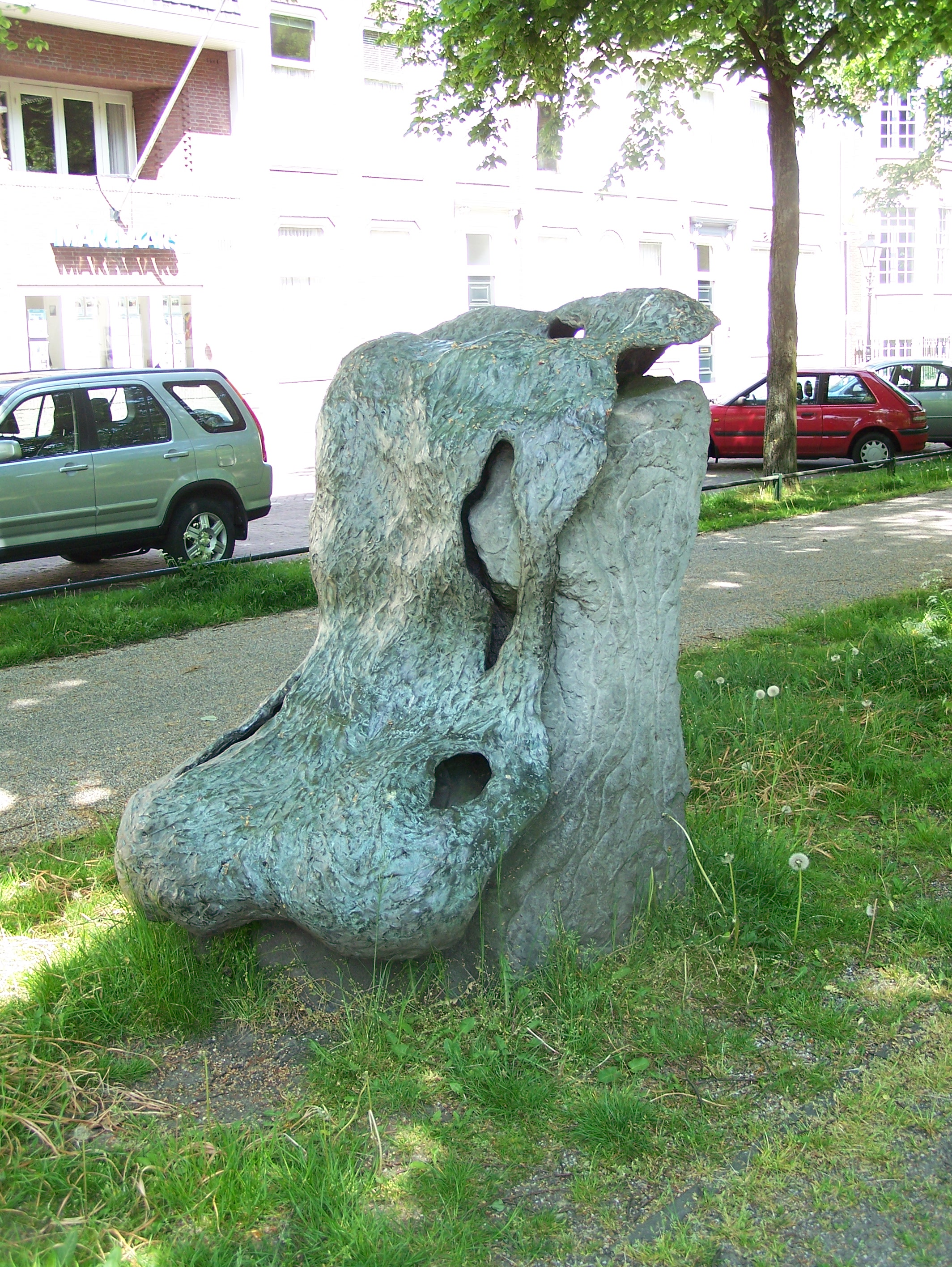
Rest (1992), Utrecht
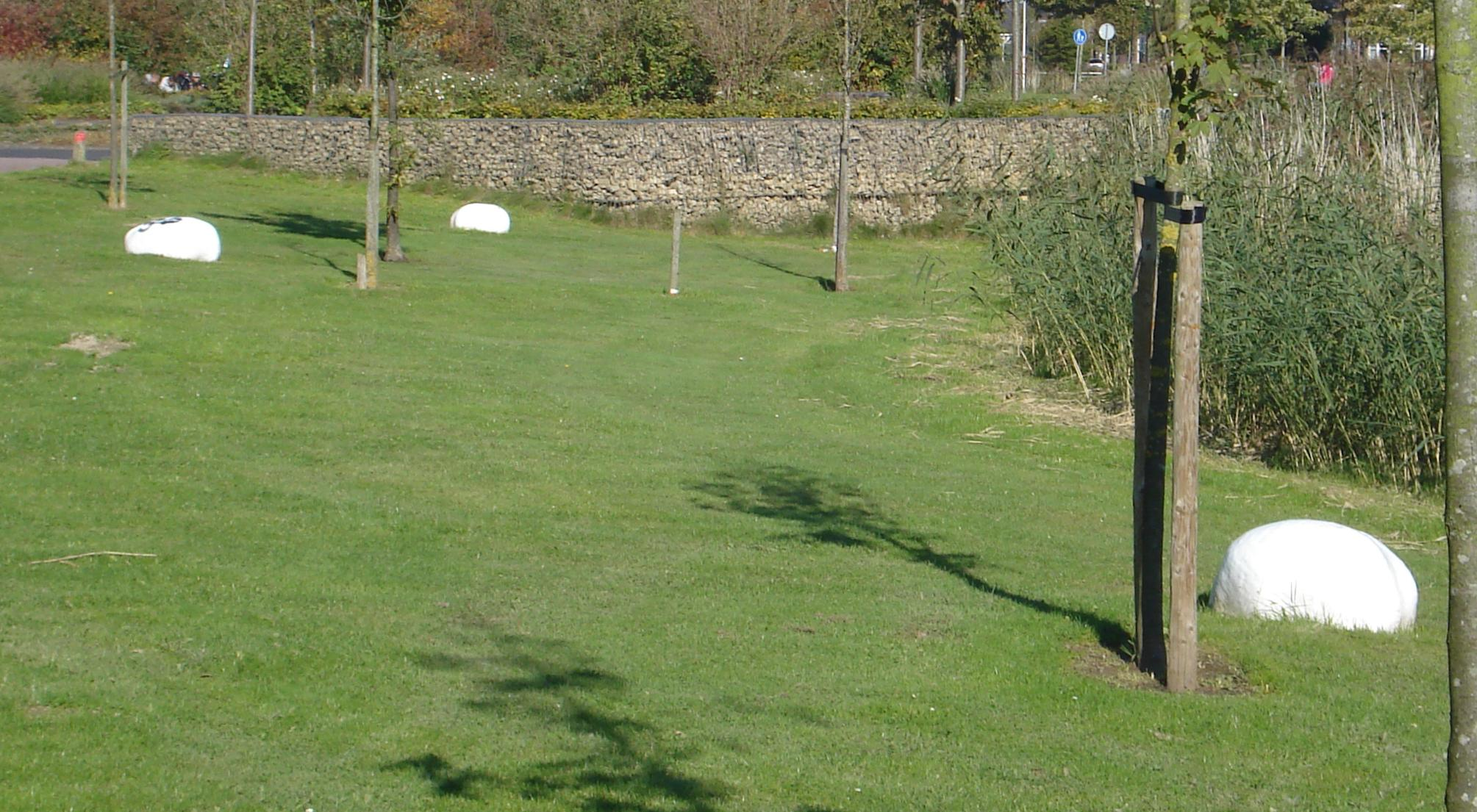
Vreemde planten en gevallen wolken (2002), Barendrecht
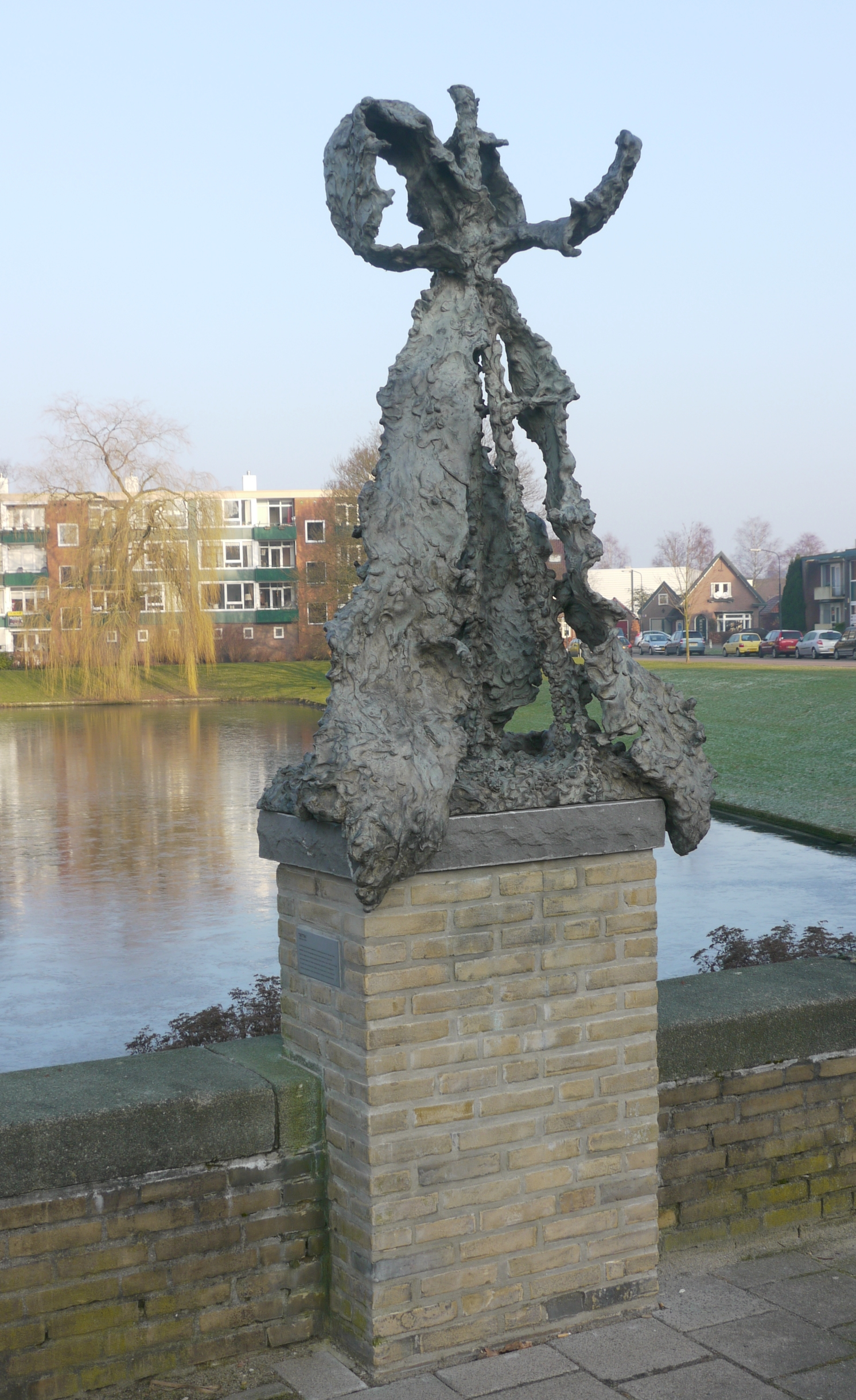
Trittai (2009), Apeldoorn